# قارلوق (حومة أبهر)
قارلوق (بالفارسية: قارلوق) هي قرية تقع في إيران في منطقة مركزية ريفية. يقدر عدد سكانها بـ 123 نسمة بحسب إحصاء 2016.